# Jüdischer Friedhof (Grebenstein)
Der jüdische Friedhof Grebenstein in Grebenstein, in der gleichnamigen Kleinstadt im nordhessischen Landkreis Kassel in Hessen, befindet sich südlich der Ortslage unterhalb des Burgberges, an dem direkt angrenzenden Umspannwerk und ist über die Straße Zum Burgberg erreichbar.

## Beschreibung
Der jüdische Friedhof Grebenstein ist in der Mitte des 19. Jahrhunderts für die jüdische Gemeinde in Grebenstein als Begräbnisstätte angelegt worden. Zuvor wurden die verstorbenen jüdischen Einwohner auf dem jüdischen Friedhof in Meimbressen beerdigt. Den Friedhof in Grebenstein nutzten auch die jüdischen Gemeinden Immenhausen und Holzhausen für die Beerdigung ihrer verstorbenen jüdischen Einwohner. Im Jahr 1900 wurde er aufgrund der vielen Beerdigungen erweitert und im Jahr 1927 wurde durch gütige Spenden zum 74. Geburtstag des jüdischen Stadtverordneten und Kaufmanns R. Rosenbaum ein neues Friedhofstor errichtet.
Die erste Beisetzung in Grebenstein fand am 24. April 1851 für den Schreiner Wolf Mandelbaum statt, die letzte Beisetzung vor der Deportation der jüdischen Einwohner im Jahr 1937 wurde für Benjamin Mölle vorgenommen. In den Jahren 1936/37 wurde ein Grabsteinverzeichnis mit damals 76 vorhandenen Grabsteinen erstellt, von denen während der NS-Zeit viele zerstört oder für andere Zwecke vom Friedhof entwendet wurden. Die bislang letzte Beisetzung wurde am 1. April 1980 für den verstorbenen Textilhausbesitzer Erwin Machol durchgeführt.
Das Areal des Friedhofs besteht aus einer langgestreckten rechteckigen Fläche, welche mit hohen Bäumen und einer Hecke an allen Außenseiten bewachsen ist sowie den Friedhofsbereich abgrenzt. Der Zugang zum Friedhof ist durch ein Tor aus Metall mit aufgesetztem Davidstern möglich.
Die Friedhofsfläche umfasst 9,90 Ar und ist wie alle jüdischen Friedhöfe im Bundesland Hessen aus geschichtlichen Gründen besonders geschützt. Die Schutzwürdigkeit eines Kulturdenkmals hängt nicht von der Eintragung in das Denkmalverzeichnis des Landes Hessen oder der Veröffentlichung in der Denkmaltopographie ab.